# Mother's Day (film 2023)
Mother's Day (Dzien Matki) è un film del 2023 diretto da Mateusz Rakowicz.

## Trama
Quando scopre il rapimento di suo figlio che non ha mai conosciuto una madre, ex agente speciale, userà qualsiasi abilità per salvarlo da degli spietati criminali.

## Distribuzione
Il film è stato distribuito sulla piattaforma Netflix dal 24 maggio 2023.